# Major League Soccer 2005
La temporada 2005 de la Major League Soccer (MLS) fue la 10ª edición realizada de la primera división del fútbol en los Estados Unidos. Los Angeles Galaxy venció en la final de la MLS Cup por 1-0 al New England Revolution y quedándose con su segundo título.

## Cambios
- Real Salt Lake y Chivas USA fueron inscritos a la liga como equipos de expansión.[1]
- Kansas City Wizards fue trasladado a la Conferencia del Este.[1]
- Dallas Burn cambió su nombre a FC Dallas.[1]

## Tabla de posiciones

### Conferencia Este
| Pos. | Equipos                | PJ | G  | E  | P  | GF | GC | Dif. | Pts. |
| ---- | ---------------------- | -- | -- | -- | -- | -- | -- | ---- | ---- |
| 1    | New England Revolution | 32 | 17 | 8  | 7  | 55 | 37 | 18   | 59   |
| 2    | D.C. United            | 32 | 16 | 6  | 10 | 58 | 37 | 21   | 54   |
| 3    | Chicago Fire           | 32 | 15 | 4  | 13 | 49 | 50 | -1   | 49   |
| 4    | MetroStars             | 32 | 12 | 11 | 9  | 53 | 49 | 4    | 47   |
| 5    | Kansas City Wizards    | 32 | 11 | 12 | 9  | 52 | 44 | 8    | 45   |
| 6    | Columbus Crew          | 32 | 11 | 5  | 16 | 34 | 45 | -11  | 38   |

     Clasifica a los playoffs.

### Conferencia Oeste
| Pos. | Equipos              | PJ | G  | E  | P  | GF | GC | Dif. | Pts. |
| ---- | -------------------- | -- | -- | -- | -- | -- | -- | ---- | ---- |
| 1    | San Jose Earthquakes | 32 | 18 | 10 | 4  | 53 | 31 | 22   | 64   |
| 2    | FC Dallas            | 32 | 13 | 9  | 10 | 52 | 44 | 8    | 48   |
| 3    | Colorado Rapids      | 32 | 13 | 6  | 13 | 40 | 37 | 3    | 45   |
| 4    | Los Angeles Galaxy   | 32 | 13 | 6  | 13 | 44 | 45 | -1   | 45   |
| 5    | Real Salt Lake       | 32 | 5  | 5  | 22 | 30 | 65 | -35  | 20   |
| 6    | Chivas USA           | 32 | 4  | 6  | 22 | 31 | 67 | -36  | 14   |

     Clasifica a los playoffs.

### Tabla General
| Pos. | Equipos                | PJ | G  | E  | P  | GF | GC | Dif. | Pts. |
| ---- | ---------------------- | -- | -- | -- | -- | -- | -- | ---- | ---- |
| 1    | San Jose Earthquakes   | 32 | 18 | 10 | 4  | 53 | 31 | 22   | 64   |
| 2    | New England Revolution | 32 | 17 | 8  | 7  | 55 | 37 | 18   | 59   |
| 3    | D.C. United            | 32 | 16 | 6  | 10 | 58 | 37 | 21   | 54   |
| 4    | Chicago Fire           | 32 | 15 | 4  | 13 | 49 | 50 | -1   | 49   |
| 5    | FC Dallas              | 32 | 13 | 9  | 10 | 52 | 44 | 8    | 48   |
| 6    | MetroStars             | 32 | 12 | 11 | 9  | 53 | 49 | 4    | 47   |
| 7    | Colorado Rapids        | 32 | 13 | 6  | 13 | 40 | 37 | 3    | 45   |
| 8    | Los Angeles Galaxy     | 32 | 13 | 6  | 13 | 44 | 45 | -1   | 45   |
| 9    | Kansas City Wizards    | 32 | 11 | 12 | 9  | 52 | 44 | 8    | 45   |
| 10   | Columbus Crew          | 32 | 11 | 5  | 16 | 34 | 45 | -11  | 38   |
| 11   | Real Salt Lake         | 32 | 5  | 5  | 22 | 30 | 65 | -35  | 20   |
| 12   | Chivas USA             | 32 | 4  | 6  | 22 | 31 | 67 | -36  | 14   |

     MLS Supporters' Shield, Play-offs

     Play-offs

## Postemporada
|  | Semifinales de conferencia | Semifinales de conferencia | Semifinales de conferencia |                    |                        | Finales de conferencia | Finales de conferencia | Finales de conferencia |   |                        | MLS Cup | MLS Cup | MLS Cup |  |
|  |                            |                            |                            |                    |                        |                        |                        |                        |   |                        |         |         |         |  |
|  |                            |                            |                            |                    |                        |                        |                        |                        |   |                        |         |         |         |  |
|  | E1                         | New England Revolution     |                            |                    |                        |                        |                        |                        |   |                        |         |         |         |  |
|  | E1                         | New England Revolution     |                            |                    |                        |                        |                        |                        |   |                        |         |         |         |  |
|  | E4                         | MetroStars                 |                            |                    |                        |                        |                        |                        |   |                        |         |         |         |  |
|  | E4                         | MetroStars                 |                            | E1                 | New England Revolution | 1                      |                        |                        |   |                        |         |         |         |  |
|  | Conferencia Este           |                            |                            | E1                 | New England Revolution | 1                      |                        |                        |   |                        |         |         |         |  |
|  |                            |                            | E3                         | Chicago Fire       | 0                      |                        |                        |                        |   |                        |         |         |         |  |
|  | E3                         | Chicago Fire               | E3                         | Chicago Fire       | 0                      |                        |                        |                        |   |                        |         |         |         |  |
|  | E3                         | Chicago Fire               |                            |                    |                        |                        |                        |                        |   |                        |         |         |         |  |
|  | E2                         | D.C. United                |                            |                    |                        |                        |                        |                        |   |                        |         |         |         |  |
|  | E2                         | D.C. United                |                            |                    |                        |                        |                        |                        | E | New England Revolution | 0       |         |         |  |
|  |                            |                            |                            |                    |                        |                        |                        |                        | E | New England Revolution | 0       |         |         |  |
|  |                            |                            | O                          | Los Angeles Galaxy | 1                      |                        |                        |                        |   |                        |         |         |         |  |
|  | O1                         | San Jose Earthquakes       | O                          | Los Angeles Galaxy | 1                      |                        |                        |                        |   |                        |         |         |         |  |
|  | O1                         | San Jose Earthquakes       |                            |                    |                        |                        |                        |                        |   |                        |         |         |         |  |
|  | O4                         | Los Angeles Galaxy         |                            |                    |                        |                        |                        |                        |   |                        |         |         |         |  |
|  | O4                         | Los Angeles Galaxy         |                            | O4                 | Los Angeles Galaxy     | 2                      |                        |                        |   |                        |         |         |         |  |
|  | Conferencia Oeste          |                            |                            | O4                 | Los Angeles Galaxy     | 2                      |                        |                        |   |                        |         |         |         |  |
|  |                            |                            | O3                         | Colorado Rapids    | 0                      |                        |                        |                        |   |                        |         |         |         |  |
|  | O3                         | Colorado Rapids            | O3                         | Colorado Rapids    | 0                      |                        |                        |                        |   |                        |         |         |         |  |
|  | O3                         | Colorado Rapids            |                            |                    |                        |                        |                        |                        |   |                        |         |         |         |  |
|  | O2                         | FC Dallas                  |                            |                    |                        |                        |                        |                        |   |                        |         |         |         |  |
|  | O2                         | FC Dallas                  |                            |                    |                        |                        |                        |                        |   |                        |         |         |         |  |
|  |                            |                            |                            |                    |                        |                        |                        |                        |   |                        |         |         |         |  |

### MLS Cup 2005
| 13 de noviembre de 2005 | New England Revolution | 0:1 (0:0) (0:0) | Los Angeles Galaxy | Pizza Hut Park, Frisco, Texas                           |                                                         |
|                         |                        |                 | Ramírez 105'       | Asistencia: 21.193 espectadores Árbitro(s): Kevin Stott | Asistencia: 21.193 espectadores Árbitro(s): Kevin Stott |

|                                       |
|                                       |
| Campeón Los Angeles Galaxy 2.° título |

## Goleadores
| Jugador         | Equipo                 | Goles |
| --------------- | ---------------------- | ----- |
| Taylor Twellman | New England Revolution | 17    |
| Jaime Moreno    | D.C. United            | 16    |
| Jeff Cunningham | Colorado Rapids        | 12    |
| Landon Donovan  | Los Angeles Galaxy     | 12    |
| Christian Gómez | D.C. United            | 11    |
| Hérculez Gómez  | Los Angeles Galaxy     | 11    |
| Amado Guevara   | MetroStars             | 11    |
| Carlos Ruiz     | FC Dallas              | 11    |
| Clint Dempsey   | New England Revolution | 10    |
| Youri Djorkaeff | MetroStars             | 10    |
| Josh Wolff      | Kansas City Wizards    | 10    |

## Premios y reconocimientos

### Jugador del mes
| Mes        | Futbolista        | Equipo                 |
| ---------- | ----------------- | ---------------------- |
| Abril      | Clint Dempsey     | New England Revolution |
| Mayo       | Carlos Ruiz       | FC Dallas              |
| Junio      | Nate Jaqua        | Chicago Fire           |
| Julio      | Ricardo Clark     | San Jose Earthquakes   |
| Agosto     | Scott Sealy       | Kansas City Wizards    |
| Septiembre | Taylor Twellman   | New England Revolution |
| Octubre    | Dwayne De Rosario | San Jose Earthquakes   |

### Equipo ideal de la temporada
| Pos. | Futbolista        | Equipo                 |
| ---- | ----------------- | ---------------------- |
| POR  | Pat Onstad        | San Jose Earthquakes   |
| DEF  | Chris Albright    | Los Angeles Galaxy     |
| DEF  | Danny Califf      | San Jose Earthquakes   |
| DEF  | Jimmy Conrad      | Kansas City Wizards    |
| MED  | Clint Dempsey     | New England Revolution |
| MED  | Dwayne De Rosario | San Jose Earthquakes   |
| MED  | Christian Gómez   | D.C. United            |
| MED  | Shalrie Joseph    | New England Revolution |
| MED  | Ronnie O'Brien    | Dallas Burn            |
| DEL  | Jaime Moreno      | D.C. United            |
| DEL  | Taylor Twellman   | New England Revolution |

### Reconocimientos individuales
| Premio                  | Ganador           | Equipo                 |
| ----------------------- | ----------------- | ---------------------- |
| Jugador Más Valioso     | Taylor Twellman   | New England Revolution |
| Bota de Oro             | Taylor Twellman   | New England Revolution |
| Entrenador del año      | Dominic Kinnear   | San Jose Earthquakes   |
| Portero del año         | Pat Onstad        | San Jose Earthquakes   |
| Defensa del año         | Jimmy Conrad      | Kansas City Wizards    |
| Novato del año          | Michael Parkhurst | New England Revolution |
| Gol del año             | Dwayne De Rosario | San Jose Earthquakes   |
| Espírirtu de superación | Chris Klein       | Kansas City Wizards    |
| Fair Play               | Ronald Cerritos   | San Jose Earthquakes   |
| Humanitario del año     | Brian Kamler      | Real Salt Lake         |
| Árbitro del año         | Brian Hall        | Brian Hall             |